# ジクロロベンゼン
ジクロロベンゼン (dichlorobenzene) とは、ベンゼンが持つ水素のうち2個が塩素に置き換わった化合物の総称。分子式は C6H4Cl2。以下の3種類の構造異性体がある。
- 1,2-ジクロロベンゼン（o-ジクロロベンゼン）
- 1,3-ジクロロベンゼン（m-ジクロロベンゼン）
- 1,4-ジクロロベンゼン（p-ジクロロベンゼン）